# Église Saint-Martin de Leuglay
L'église Saint-Martin de Leuglay  est une église romane modifiée et remaniée au XVIe siècle située à Leuglay, en Côte-d'Or (France)

## Localisation
Accessible par une volée d'escaliers, l’église Saint-Martin se dresse au nord-est du village sur un éperon occupé dès l'époque gallo-romaine.

## Historique
La découverte d'une importante nécropole près de l'église atteste l’occupation du site à l’époque mérovingienne et le vocable "Saint-Martin" induit une fondation paroissiale, l'une des plus anciennes de la région, dès cette époque. Le culte des « Bons Saints », groupe de martyrs dont les reliques sont conservées sous le maître-autel, témoigne également de la présence précoce du christianisme sur le site.
À partir de 1728, ce pèlerinage disparu à la fin du Moyen Âge est remis en honneur à la suite de la découverte de cinq corps réputés être ceux des « Bons Saints » martyrs des Vandales. Les reliques sont alors abritées dans une châsse dorée et le pèlerinage reprend. Les Bons Saints guérissent alors des rhumatismes. Au XIXe siècle, la guérison de la stérilité féminine leur est attribuée, probablement en lien avec la source Saint-Mammès de la Courroirie de la chartreuse de Lugny dont c’est la spécialité.
L’église, dont la nef est du XVe siècle, appartenait initialement aux Templiers. Elle passe ensuite aux Hospitaliers puis à l'Ordre de Malte avant d'être rebâtie autour de 1554 comme l'atteste la pierre de fondation du chœur retrouvée en 1983 ; elle s'entoure de l'enclos de son cimetière.

## Architecture
Construite en pierre et revêtement, l’église est en forme de croix latine à nef unique en voûtes d’ogives et d’arêtes qui présente la particularité d'être surbaissée par rapport au reste de la construction. Cette nef est précédée d’un porche dont l’ouverture en arc brisé évoque le XVe siècle mais dont le décor est classique. La perspective entre la nef et le chœur est brisée par le transept du XVIIIe siècle qui accueille des chapelles latérales et dont la croisée supporte un fort clocher carré à flèche polygonale. Les dimensions du chœur polygonal plus haut que la nef, avec des fenêtres en plein cintre de grande taille surprend dans cette région où les églises ont généralement conservé des chœurs du XIIe siècle et XIIIe siècle. Le toit à long pan est couvert de tuiles plates et d’ardoises. Demi-hors-œuvre, on note un escalier en vis.

## Mobilier
- Boiseries du chœur ;
- Lavabo du chœur, de style Renaissance daté de 1555 et lavabos plus anciens du XVe siècle ;
- Au dessus du portail), une Vierge et un saint Jean l’Évangéliste du XVIIIe siècle, éléments d’une poutre de gloire disparue [4] ;
- Une Vierge à l’Enfant du XVIIe siècle [5]
- Un Ecce Homo du XVIe siècle  ou XVIIe siècle[6] ;
- Des tableaux  du XVIIe siècle : La Cène[7], Vierge à l’Enfant[8], Vierge au rosaire entre sainte Catherine et saint Martin[9].
- Les vitraux du chœur font allusion coté nord à la fondation de la chartreuse de Lugny sur le territoire de la paroisse de Leuglay, au centre à la vie de saint Martin et coté sud au martyr des Bons Saints.